# شون بومان
شون بومان هو لاعب كرة قاعدة كندي، ولد في 9 ديسمبر 1984 في نيو ويستمينيستر في كندا.

## وصلات خارجية
- شون بومان على موقع دوري كرة القاعدة الرئيسي (الإنجليزية)
- شون بومان على موقعبيزبول رفرنس.كوم (الدوري الثانوي) (الإنجليزية)